# ヂャイアント・コニー360
ヂャイアント・コニー360とは、日産自動車系列の自動車部品メーカーである愛知機械工業株式会社が、完成車メーカーであった当時の1959年（昭和34年）から1962年（昭和37年）まで製造販売していた軽商用自動車（ライトバン及びピックアップトラック）である。型式名はAF3型。

## 概要
現在日産自動車傘下にある愛知機械工業株式会社が自社ブランドで展開していた製品である。同社の前身は愛知時計製造株式会社（現在の愛知時計電機株式会社）で、第二次世界大戦中に分離独立した航空機部門（愛知航空機）が愛知機械工業となった。同社は、昭和20 - 30年代にかけて「ヂャイアント」のブランドでオート三輪を製造、「コニー」の名は1959年（昭和34年）3月に発売した軽三輪車・「ヂャイアント・コニー」AA27型に初めて与えられたものであった。同年には4輪車のコニー360トラック、1960年（昭和35年）にはバンモデルも追加している。
AF3型の現存する車体は、個人所蔵品で愛知機械工業の社内クラブにてボディ補修が施された動態保存車のトラックと、同じく愛知機械工業の社内クラブに保管されているスクラップ状態のトラックの2台のみであるとされる。

## 歴史

### シリーズ展開
- 1959年（昭和34年）11月 - 「ヂャイアント・コニー（ピックアップ）360」を販売開始、販売価格は、30万円。
- 1960年（昭和35年）3月 - 「ヂャイアント・コニー・ライトバン360」を追加販売、販売価格は、36万円（DX）/34.5万円（STD）。
- 1962年（昭和37年）7月 - モデルチェンジしてAF7型に発展。名称からヂャイアントが外れ、「コニー・360」となった。